# Jan Rudolf Czernin z Chudenic
Jan Rudolf Czernin z Chudenic (Jan Rudolf Josef František de Paula říšský hrabě Černín z Chudenic / Johann Rudolf Josef Franz de Paula Reichsgraf Czernin von und zu Chudenitz; 9. června 1757 Vídeň – 23. dubna 1845 tamtéž) byl český šlechtic z rodu Černínů z Chudenic. Proslul jako mecenáš a sběratel umění, patřil k významným osobnostem kulturního a společenského života v Čechách. Na svých panstvích vynikl budováním zámeckých parků (Krásný Dvůr). Později trvale pobýval ve Vídni, kde u císařského dvora zastával funkce nejvyššího komořího a nejvyššího hofmistra Byl též rytířem Řádu zlatého rouna.

## Život

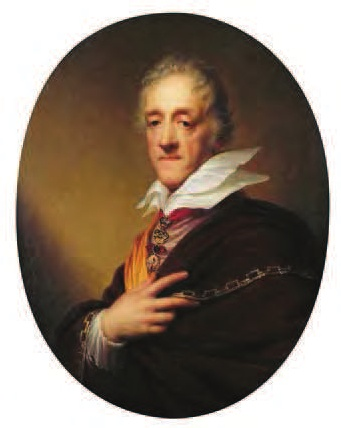
Hrabě Jan Rudolf Černín z Chudenic

Pocházel z početné rodiny hraběte Prokopa Vojtěcha Černína z Chudenic, který měl ze dvou manželství celkem čtrnáct dětí. Jan Rudolf se narodil jako nejstarší syn a byl předurčen k převzetí rodového majetku. V letech 1776–1779 studoval práva v Salcburku, kde pobýval u dvora svého strýce, knížete-arcibiskupa Jeronýma z Colloreda. Již v této době jevil zájem o přírodní vědy, výtvarné umění a hudbu. Osobně se znal s o rok starším Wolfgangem Amadeem Mozartem a bratry Josephem a Michaelem Haydnem. Po ukončení studia podnikl kavalírskou cestu po Evropě. Navštívil mimo jiné německé země, Holandsko, Rakouské Nizozemí, Francii a Itálii. Na cestách studoval především aktuální trendy v budování zámeckých parků, které pak přenesl na svá česká panství. Po návratu ze zahraničí v roce 1781 převzal správu rodového majetku, souběžně byl jmenován císařským komořím. Věnoval se především nákladným úpravám parků a zámeckých staveb na svých panstvích. Proslul také jako sběratel a ve svém vídeňském paláci soustředil hodnotnou sbírku výtvarného umění. Jako vlivný a bohatý zemský patriot se podílel na organizaci českých královských korunovací Leopolda II. (1791) a Františka I. (1792). Při obou korunovacích zastával hodnost nejvyššího číšníka, kterou Černínové drželi dědičně po vymření rodu Slavatů. Patřil též k významným osobnostem první fáze národního obrození, byl spoluzakladatelem Společnosti vlasteneckých přátel umění (1796) a v roce 1818 měl podíl na založení Národního muzea. V letech 1823–1827 byl prezidentem Akademie výtvarných umění ve Vídni. V roce 1824 byl jmenován c. k. tajným radou a v letech 1824–1845 zastával úřad nejvyššího komořího císařského dvora, z tohoto titulu mu podléhal císařský kabinet přírodnin a umělecké sbírky, pod jeho režii spadal i Burgtheater (dvorní divadlo). Souběžně v letech 1828–1834 vykonával také úřad císařského nejvyššího hofmistra. V roce 1823 byl jmenován rytířem Řádu zlatého rouna.
Jan Rudolf Černín zemřel v 87 letech ve Vídni. Jeho ostatky byly převezeny z Vídně do czerninské hrobky v kostele sv. Jakuba v Jindřichově Hradci.

## Rodina
Dne 22. října 1781 se ve vídeňském Schottenkirche oženil s Marií Terezií hraběnkou ze Schönborn-Heussenstammu (7. 6. 1758 Vídeň – 23. 2. 1838 Vídeň), později c. k. palácovou dámou, dcerou Evžena Ervína z Schönborn-Buchheimu a Heussenstammu (1727–1801) a jeho manželky Marie Alžběty ze Salm-Salmu (1729–1775). Narodily se jim následující děti:
- 1. Gabriela (15. prosince 1782 Vídeň – 12. listopadu 1787 tamtéž)[11]
- 2. Marie Josefa Františka (11. března 1784 – asi 1784)
- 3. Marie Terezie (únor 1785 – 23. listopadu 1787)
- 4. Kristýna Alžběta (leden 1786 – asi 1786)
- 5. Evžen Karel (4. listopadu 1796 Vídeň – 11. července 1868 Petrohrad)
  - ⚭ (27. 5. 1817 Vídeň) Marie Terezie hraběnka Orsini-Rosenberg (25. září 1798 Vídeň – 18. dubna 1866 Vídeň)

Jan Rudolf měl třináct sourozenců, ze synů se jako prvorozený stal dědicem rodového majetku. Jeho mladší bratr Volfgang (1766–1813) z otcova majetku převzal panství Vinoř u Prahy a stal se zakladatelem tzv. vinořské linie Černínů. Další z bratrů Petr Vojtěch (1769–1796) padl ve válkách proti revoluční Francii.
Starší sestry Jana Rudolfa se provdaly za významné osobnosti veřejného života habsburské monarchie. Nejstarší sestra Marie Gabriela (1747–1807) byla manželkou českého nejvyššího purkrabího hraběte Jindřicha Rottenhana (1738–1809), další sestra Marie Josefa (1748–1811) byla provdána za nejvyššího kancléře hraběte Aloise Ugarta (1749–1817).

## Majetek a stavební aktivity

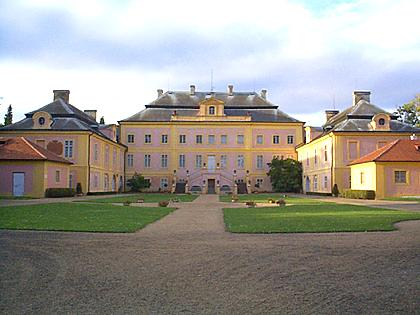
Zámek Krásný dvůr

Kvůli vysokému zadlužení Černínů v předchozích generacích došlo ke značným majetkovým ztrátám, přesto si rod uchoval přední pozici mezi pozemkovými vlastníky v Českém království. Jan Rudolf po svém otci zdědil v roce 1777 rozsáhlá panství v jižních, západních a severních Čechách (Jindřichův Hradec, Krásný Dvůr, Petrohrad, Chudenice) s rozlohou přes 30 000 hektarů půdy. Významnými položkami v rodovém majetku byly také paláce v Praze a ve Vídni. Před osobním převzetím majetku Janem Rudolfem po návratu ze zahraničních cest zajišťoval správu statků jeho děd, říšský vicekancléř Rudolf Josef Colloredo. Hned po návratu z kavalírské cesty dal Jan Rudolf pokyn k rozsáhlým úpravám okolí zámku v Krásném Dvoře do podoby krajinářského parku se soustavou pěti rybníků na Leskovském potoce. Park byl obohacen řadou drobných staveb (Panův templ, Gotický templ, Goethův pavilon, obelisk). Hlavní etapa budování parku spadá do let 1783–1793, četné další úpravy ale probíhaly i později. Mezitím podnikl Jan Rudolf další cesty po Evropě, tentokrát i s manželkou, s níž v roce 1788 navštívil Velkou Británii (1788). Samotný zámek v Krásném Dvoře se stal hlavním rodovým sídlem na několik měsíců v roce a bylo sem svezeno vybavení z dalších černínských sídel. Architektura zámku byla obohacena o vstupní schodiště z čestného dvora do hlavní budovy. Úpravy zámeckých parků v tomto stylu probíhaly koncem 18. století i na panstvích dalších vzdělaných aristokratů (například u Jana Rudolfa Chotka ve Veltrusech), velkorysá realizace Jana Rudolfa Černína v Krásném Dvoře ale získala věhlas i v zahraničí a dobové literatuře, mimo jiné díky návštěvám významných osobností (Johann Wolfgang Goethe v roce 1810, Theodor Körner v roce 1812, Franz Alexander von Kleist v roce 1791, Josef Dobrovský, kníže Metternich). V menším měřítku vznikl anglický park také u zámku v Petrohradě jen několik kilometrů vzdáleného od Krásného Dvora. Průchod svým zájmům dal Jan Rudolf Černín také v západních Čechách, kde na panství Chudenice vznikl zámek Lázeň. Naopak o nedostavěný zámek v Chocomyšli zájem neměl a začal jej pronajímat pro průmyslové využití. V jižních Čechách zaměřil svou pozornost na polesí Jemčina na jindřichohradeckém panství, kde nechal koncem 18. století postavit lovecký zámek s rozsáhlou oborou určenou pro parforsní hony.
Z Černínského paláce v Praze na Hradčanech byly počátkem osmdesátých let 18. let částečně odprodány a částečně na jiná sídla přemístěny rodové sbírky, palác nicméně prošel úpravami v interiérech (I. F. Platzer). Černínové však mohutný palác v té době již neobývali a během napoleonských válek sloužila budova jako vojenský lazaret.
V roce 1800 zakoupil palác ve Vídni (ulice Wallnerstraße 3), původně sídlo císaře Františka I. Štěpána Lotrinského. V tomto paláci soustředil Jan Rudolf Černín hodnotnou sbírku výtvarného umění.